# 董文芳
董文芳（：1818年12月16日—1888年11月22日），是天主教義大利籍主教及方濟會會士。曾任中國湖北西南宗座代牧宗座代牧（1876年-1888年）。

## 生平
董文芳出生於1818年12月16日在義大利北部摩德納和雷焦公國摩德納，18歲時加入方濟會，1841年，董文芳在22歲時晉鐸。
其後，他後被派遣到中國湖北昌教傳教。他最早在當地開始救嬰工作，並以荊州作為傳教點。當時，荊州約有300位信徒，150位慕道者，一間小藥房，為貧苦生病的民眾義診並施藥。
於1870年8月獲任命為湖北宗座代牧區南境地區副宗座代牧。同年9月11日，聖座將湖北宗座代牧區一分為三，設立湖北東境宗座代牧區、湖北西南境宗座代牧區和湖北西北境宗座代牧區。1875年，他把一個平房修建為第一所荊州育嬰堂，招請幾位未結婚女孩及無家室之婦女，負責照顧棄嬰及孤兒的工作。從1875年到1905年間，荊州及其鄰近地區共有1,537名嬰兒受洗。
1876年1月25日，董文芳在57歲時正式獲時任教宗庇護九世任命為湖北南境宗座代牧區宗座代牧，領銜戈蘭高地凱撒利亞腓立比教區主教。由湖北東境宗座代牧明位篤主教主禮，湖南宗座代牧范懷德和湖北西北境宗座代牧澤吉亞斯·班奇主教襄禮晉牧。
1888年11月22日，董文芳主教在清朝湖北省宜昌病逝，享年69歲。董主教葬在湖北省荊州。